# Руска (Молдова)
Руска (рум. Rusca) — село у Гинчештському районі Молдови. Входить до складу комуни, адміністративним центром якої є село Лепушна.

## Населення
За даними перепису населення 2004 року у селі проживали 425 осіб.
Національний склад населення села:
| Національність       | Кількість осіб | Відсоток |
| -------------------- | -------------- | -------- |
| молдавани            | 296            | 69,6%    |
| росіяни              | 59             | 13,9%    |
| українці             | 51             | 12,0%    |
| цигани               | 7              | 1,6%     |
| гагаузи              | 4              | 0,9%     |
| болгари              | 3              | 0,7%     |
| євреї                | 1              | 0,2%     |
| поляки               | 1              | 0,2%     |
| інша / без відповіді | 3              | 0,7%     |
| Всього               | 425            | 100%     |